# Cycas glauca
Cycas glauca é uma espécie de cicadófita do género Cycas da família Cycadaceae, nativa de Timor-Leste e Indonésia.